# ジョージ・コジャック
ジョージ・ハロルド・コジャック（英: George Harold Kojac、1910年3月2日 - 1996年5月28日）は、アメリカ合衆国の競泳選手。
ニューヨーク生まれ。1928年のアムステルダムオリンピックで、100m背泳ぎと4×200m自由形リレーの2種目で金を獲得。100m自由形でも4位につけた。ニュージャージー州パーサイパニーで亡くなった。